# Austrália nos Jogos Olímpicos de Inverno de 2002
A Austrália participou dos Jogos Olímpicos de Inverno de 2002 em Salt Lake City, nos Estados Unidos. O país estreou nos Jogos em 1936 e em Salt Lake City fez sua 15ª apresentação.

## Medalhas
| Atleta          | Esporte                                | Evento           | Medalha |
| --------------- | -------------------------------------- | ---------------- | ------- |
| Alisa Camplin   | Esqui estilo livre                     | Aerials feminino | Ouro    |
| Steven Bradbury | Patinação de velocidade em pista curta | 1000m masculino  | Ouro    |